# Цабадзе, Александр Георгиевич
Алекса́ндр Гео́ргиевич (Але́ко) Цаба́дзе (10 ноября 1956) — грузинский и российский кинорежиссёр, сценарист и кинокомпозитор.

## Биография
В 1982 окончил кинофакультет Грузинского института театра и кино им. Ш.Руставели. Прослушал курс кинодраматургии в Нью-Йоркский киноинституте (1995).
В 1987 году на XII Всесоюзном фестивале телевизионных фильмов получил приз за режиссёрский дебют (за фильм «Пятно»).
Жил в Германии (1992—1993), в США (1991, 1993—1997). В 1997 вернулся в Грузию.

## Фильмография

### Режиссёр
- 1985 — Пятно
- 1991 — Ночной танец / Gamis tsekva
- 1999 — Кавалер ордена Одиночества / Martoobis ordenis kavaleri
- 2003 — Театральный блюз (в титрах Александр Сабба)
- 2004 — Нежное чудовище (в титрах Александр Сабба)
- 2005 — Бухта Филиппа
- 2007 — Русский треугольник / Rusuli samkudhedi
- 2010 — Рене едет в Голливуд / Rene Midis Holivudshi
- 2011 — Лесник
- 2012 — Однолюбы
- 2013 — Дурная кровь
- 2013 — У вас будет ребёнок
- 2016 — Говорит Москва (Левитан) (не был завершён)
- 2021 — Русские горки[2]

### Сценарист
- 1985 — Пятно
- 1991 — Ночной танец / Gamis tsekva
- 1999 — Кавалер ордена Одиночества / Martoobis ordenis kavaleri
- 2005 — Бухта Филиппа
- 2007 — Русский треугольник / Rusuli samkudhedi

### Композитор
- 1985 — Ночная иллюзия
- 1985 — Пятно

### Актёр
- 1999 — Кавалер ордена Одиночества | მარტოობის ორდენის კავალერი (Грузия)
- 1978 — Пастух из Тушетии